# EuroVelo 2: Capitals Route
Az EuroVelo 2, vagyis a Capitals Route (magyarul: Fővárosok útvonal) az EuroVelo nemzetközi kerékpárúthálózatának második vonala, amely Galwayből Közép-Európán keresztül Oroszországba tart.

## Útvonala
|  |  |  |

|  |  |  |

|  |  |  |

|  |  |  |

|  |  |  |

|  |  |  |

|  |  |  |

|  |  |  |

|  |  |  |

|  |  |  |

|  |  |  |

|  |  |  |

|  |  |  |

|  |  |  |

|  |  |  |

|  |  |  |

|  |  |  |

|  |  |  |

|  |  |  |

|  |  |  |

|  |  |  |

|  |  |  |

|  |  |  |

|  |  |  |

|  |  |  |

|  |  |  |

|  |  |  |

|  |  |  |

|  |  |  |

|  |  |  |

|  |  |  |

|  |  |  |

|  |  |  |

|  |  |  |

|  |  |  |

|  |  |  |

|  |  |  |

|  |  |  |

|  |  |  |

|  |  |  |

|  |  |  |

|  |  |  |

|  |  |  |

|  |  |  |

|  |  |  |

|  |  |  |

|  |  |  |

|  |  |  |

|  |  |  |

|  |  |  |

|  |  |  |

|  |  |  |

 Az útvonaldiagram csak a nagyobb városokat tartalmazza. 
A Capitals Route nevét arról kapta, hogy igyekszik az általa érintett országok fővárosait is érinteni. Az Atlanti-óceán partjáról, Galwayből indul, de természetesen érinti Dublint. A kerékpárosok meglátogathatják továbbá csak a fővárosok közül Berlint, Varsót, illetve Minszket is. A Fővárosok útvonal Moszkva városában végződik, és 3 időzónát is érint.

## Érintett országok
- Írország
- Egyesült Királyság
- Hollandia
- Németország
- Lengyelország
- Fehéroroszország
- Oroszország

### Írország
Az útvonal kiinduláskor érinti az EV1-et, hiszen az Atlanti-óceán közeléből indul. Kiinduló városa Galway, innen halad az első fővárosba, az írek fővárosába, Dublinba. Az útvonal ír része egyelőre kivitlezés alatt áll. Az utat csak vízi átkeléssel lehet folytatni, méghozzá az Egyesült Királyság felé.
- Regionális információ az EuroVelo 2 ír szakaszáról

### Egyesült Királyság

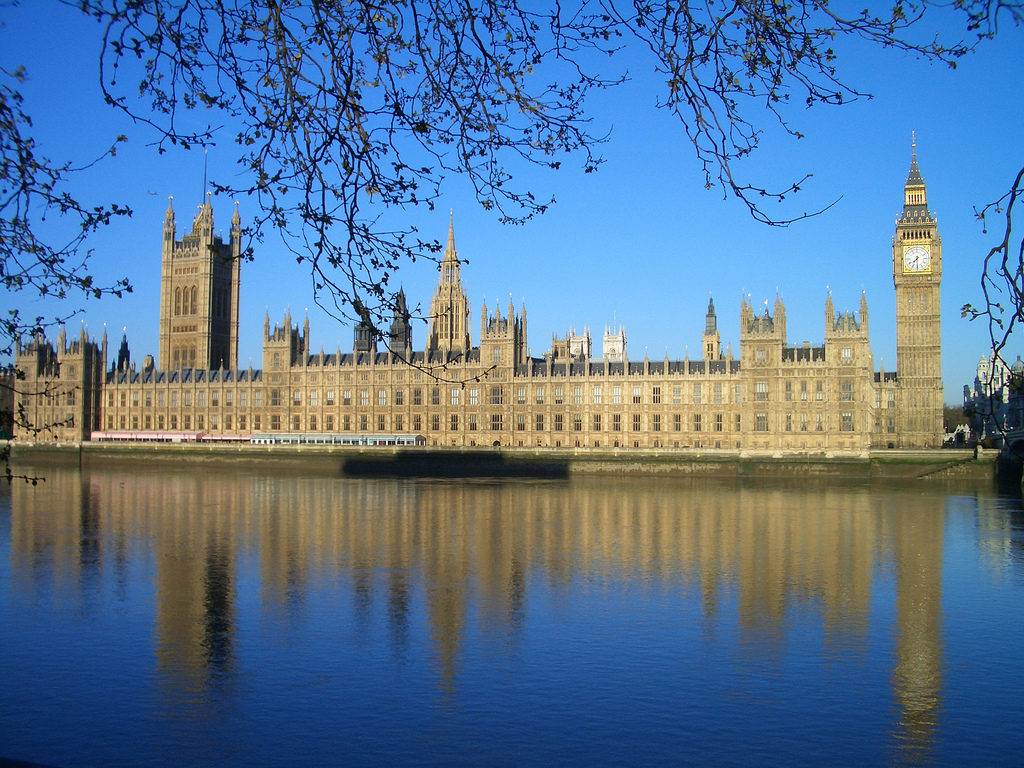
A Westminster-palota és a Big Ben

Az útvonal Írországból Walesbe érkezik, majd átszeli Dél-Angliát, ahol útba ejti a következő fővárost, Londont. Az útvonal ebben az országban teljesen kész van, kivitelezett. Újabb vízi átkelés következik, most Hollandiába. Az útvonal két kompátkeléséből nincs több. Bristolban újra az EV1-gyel, Londonban pedig az EV5-tel találkozhatunk.
- Regionális információ az EuroVelo 2 egyesült királysági szakaszáról

### Hollandia
Hollandiában az EV2 nyomvonala nem a fővároson halad keresztül, mégis egy kulcsfontosságú várost, Hágát érinti. Itt található a Hoge Raad der Nederlanden (Hollandia Legfelsőbb Bírósága) és a Raad van State (Állambíróság), továbbá itt lakik és dolgozik a király. A nyomvonal holland része teljesen készen van.
- Regionális információ az EuroVelo 2 holland szakaszáról

### Németország

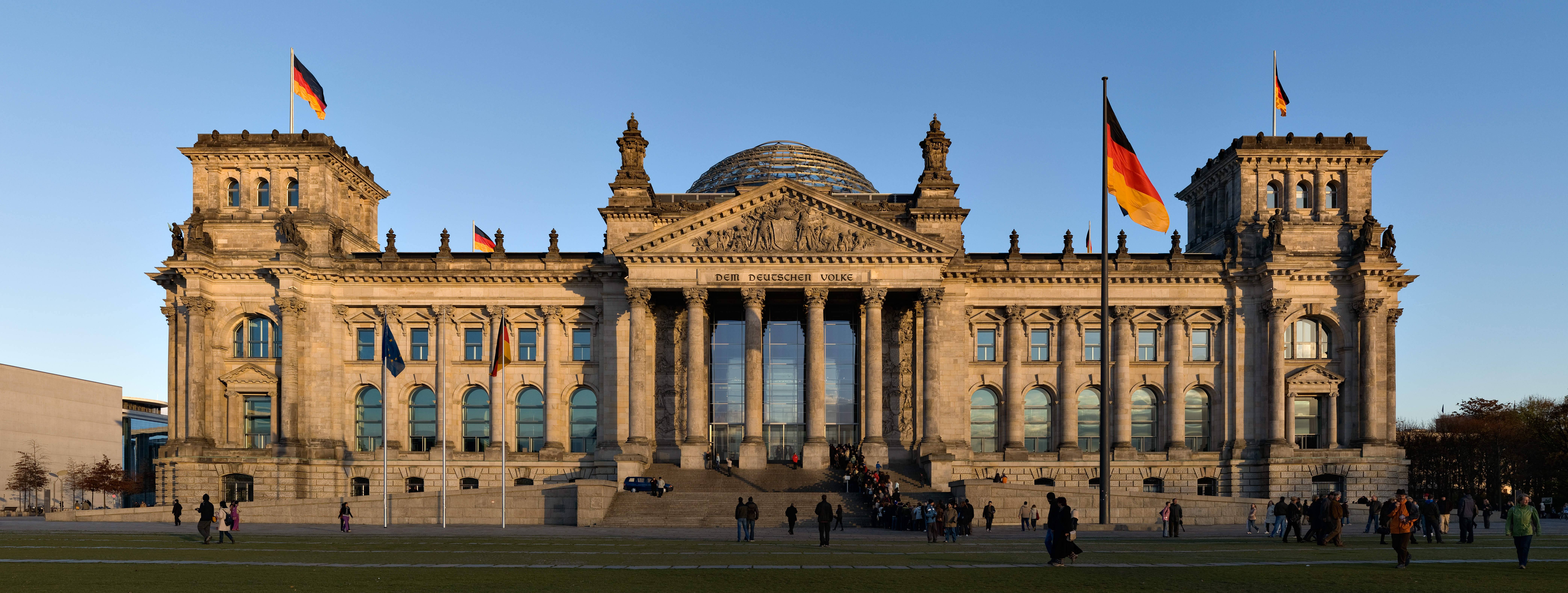
A Reichstag napnyugta előtt

A nyomvonal német szakasza Észak-Németországot szeli ketté. Ahhoz képest, hogy például az ír szakasz milyen hosszú, a németországi rész teljesen készen van, kitáblázott. A kerékpárosok itt találják a következő fővárost, Berlint, ahol a sok más nevezetesség mellett például a Reichstagot tekinthetik meg. Münsterben az EV3-mal, Berlinben pedig az EV7-tel találkozik a kerékpáros túraút.
- Regionális információ az EuroVelo 2 német szakaszáról

### Lengyelország
Nyugatról keletre haladva jelenleg Lengyelországban van az utolsó teljesen kivitelezett rész. Továbbá érdekesség, hogy az EV2 lengyel szakaszán találhatóak teljesen kivitelezett, kivitelezés alatt álló, illetve egyelőre tervezett szakaszok is. A Capitals Route ebben az országban is hű marad nevéhez, hisz érinti a lengyel fővárost, Varsót (EV11). A nagyobb érintett városok közül továbbá Poznant érdemes kiemelni, ahol pedig az EV9-cel keresztezi egymást a két kerékpárút.
- Regionális információ az EuroVelo 2 lengyel szakaszáról

### Fehéroroszország
Az útvonal fehérorosz részének még nincs kész szakasza, egy-egy hosszabb még nem kivitelezett, és tervezett szakasz található itt, melyeket az újabb főváros, Minszk választ el nagyjából egymástól. Az EuroVelo honlapja a turistának az itteni parkok, múzeumok, templomok megtekintését ajánlja.
- Regionális információ az EuroVelo 2 fehérorosz szakaszáról

### Oroszország

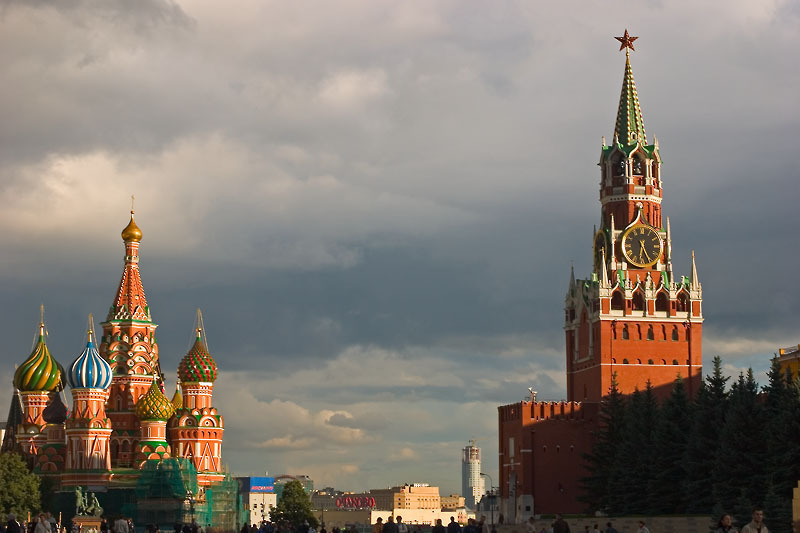
A Vörös tér nevezetességeivel

Bár a Fővárosok útvonal nem fővárosból indul, mégis fővárosban végződik. Az orosz szakasz még nincs kivitelezve, de ha készen lesz, Moszkvában fog végződni. A Vörös téren megtekinthető a Lenin-mauzóleum, a Kreml és a Vaszilij Blazsennij-székesegyház is.
- Regionális információ az EuroVelo 2 orosz szakaszáról

## Hasznos linkek
- Az útvonal térképe